# Louis George Carpenter
Louis George Carpenter (* 28. März 1861 in Orion, Michigan; † 12. September 1935 in Denver Colorado) war ein US-amerikanischer Wasserbauingenieur und Hochschulprofessor für Mathematik.

## Familie
Louis George Carpenter wurde am 28. März 1861 in Orion (heute Lake Orion), Michigan, als Sohn von Charles K. und Jeanette Carpenter, geb. Coryell, geboren. Sein älterer Bruder war der Ingenieur und Hochschullehrer Rolla C. Carpenter (* 26. Juni 1852 in Orion, Michigan; † 1919). Seine weiteren Geschwister waren William Leland Carpenter (1854–1936), Blanche Carpenter (verheiratete Seeley) (1857–1945) und Mary Carpenter (verheiratete Mayo) (1866–1955).
1887 heiratet Louis George Carpenter Mary Jane Cliff Merrell in Michigan (1849–1921). Sie hatten einen Sohn, Charles L., und eine Tochter, Jeanette. Marry Jane starb im Jahr 1921. 1922 heiratete L.G. Carpenter Katherine M. Warren.

## Lebensweg
1879 schloss Carpenter das Michigan State Agricultural College (M.A.C., heute Michigan State University) mit einem Bachelor of Science (B.S.) ab. Von 1879 bis 1881 studiert er an der Johns Hopkins University in Baltimore, Maryland. Von 1881 bis 1888 arbeitete er als Assistent seines Bruders, Professor Rolla C. Carpenter, der an der Landwirtschaftlichen Hochschule Michigan (am Michigan State Agricultural College) in East Lansing, Michigan. 1883 erwarb L.G. Carpenter dort seinen Master of Sciences (M.Sc.). Von 1883 bis 1888 lehrte er dort Mathematik. Im Jahr 1888 nahm L.G. Carpenter einen Lehrauftrag für Ingenieurwissenschaft und Physik an der Landwirtschaftlichen Hochschule Colorado (Colorado Agricultural College) in Fort Collins, Colorado, an; als Nachfolger von Elwood Mead. Dort entwickelte er ab 1888 den ersten systematischen Studiengang für Wasserbauingenieure (Bewässerung), den die Absolventen mit dem „Bachelor of Science in Irrigation Engineering“ abschließen. 1889 wurde Carpenter Direktor der landwirtschaftlichen Versuchsanstalt von Colorado (Colorado Agricultural Experiment Station). 1891 wurde Carpenter angeboten, Präsident der Landwirtschaftlichen Hochschule Colorado zu werden; er lehnte dieses Angebot jedoch ab. Von 1902 bis 1906 war L.G. Carpenter in beratender Funktion an der gerichtlichen Auseinandersetzung der US-Bundesstaaten Kansas und Colorado über Wasser-Entnahmen aus dem Arkansas River beteiligt, die wegweisend in wasserrechtlichen Fragen wurde. Von 1903 bis 1905 war L.G. Carpenter als Colorado State Engineer unter anderem für Bewässerungsfragen zuständig. 1911 beendete Carpenter seine Hochschullehrertätigkeit und gründete gemeinsam mit seinem Bruder Rolla Clinton Carpenter ein Ingenieurbüro (engineering consulting firm) in Denver, Colorado. 1921 starb seine erste Ehefrau, Mary Jane Cliff Merrell. Im nächsten Jahr, also 1922, heiratete L.G. Carpenter Katherine M. Warren. 1927 erhielt L.G. Carpenter die Ehrendoktorwürde der Colorado State University. Am 12. September 1935 starb L.G. Carpenter im Alter von 74 Jahren in Denver, Colorado. Er wurde auf dem Evergreen-Friedhof in Lake Orion, Oakland County, Michigan, beerdigt.

## Auszeichnungen
In Anerkennung seiner Verdienste auf landwirtschaftlichem Gebiet ernannte Frankreich ihn im Jahr 1895 zum „Chevalier du Mérite Agricole“. Im Jahr in 1900 erhielt er eine Goldmedaille auf der Weltausstellung in Paris für seine Arbeit auf dem Gebiet der Bewässerungstechnik.

## Veröffentlichungen von Louis George Carpenter
- The Measurement and Division of Water, State Agricultural College, Agricultural Experiment Station, 1890, 37 Seiten
- Seepage Or Return Waters from Irrigation, State Agricultural College, Agricultural Experiment Station, 1896, 63 Seiten
- Forests and Snow, Agricultural Experiment Station of the Agricultural College of Colorado, 1901, 18 Seiten